# اوران (میزوری)
اوران (به انگلیسی: Oran) یک شهر در ایالات متحده آمریکا است که در شهرستان اسکات، میزوری واقع شده‌است. اوران ۲٫۸۰ کیلومتر مربع مساحت و ۱٬۲۹۴ نفر جمعیت دارد و ۱۰۳ متر بالاتر از سطح دریا واقع شده‌است.